# Tomé-Açu
Tomé-Açu là một đô thị thuộc bang Pará, Brasil. Đô thị này có diện tích 5145,325 km², dân số năm 2007 là 47140 người, mật độ 9,16 người/km².